# Eucyphonia nasalis
Eucyphonia nasalis är en insektsart som beskrevs av Carl Stål. Eucyphonia nasalis ingår i släktet Eucyphonia och familjen hornstritar. Inga underarter finns listade i Catalogue of Life.